# Państwowe Liceum i Gimnazjum im. Juliusza Słowackiego w Czortkowie
Państwowe Liceum i Gimnazjum im. Juliusza Słowackiego w Czortkowie – polska szkoła z siedzibą w Czortkowie w okresie II Rzeczypospolitej, od 1938 o statusie gimnazjum i liceum ogólnokształcącego.

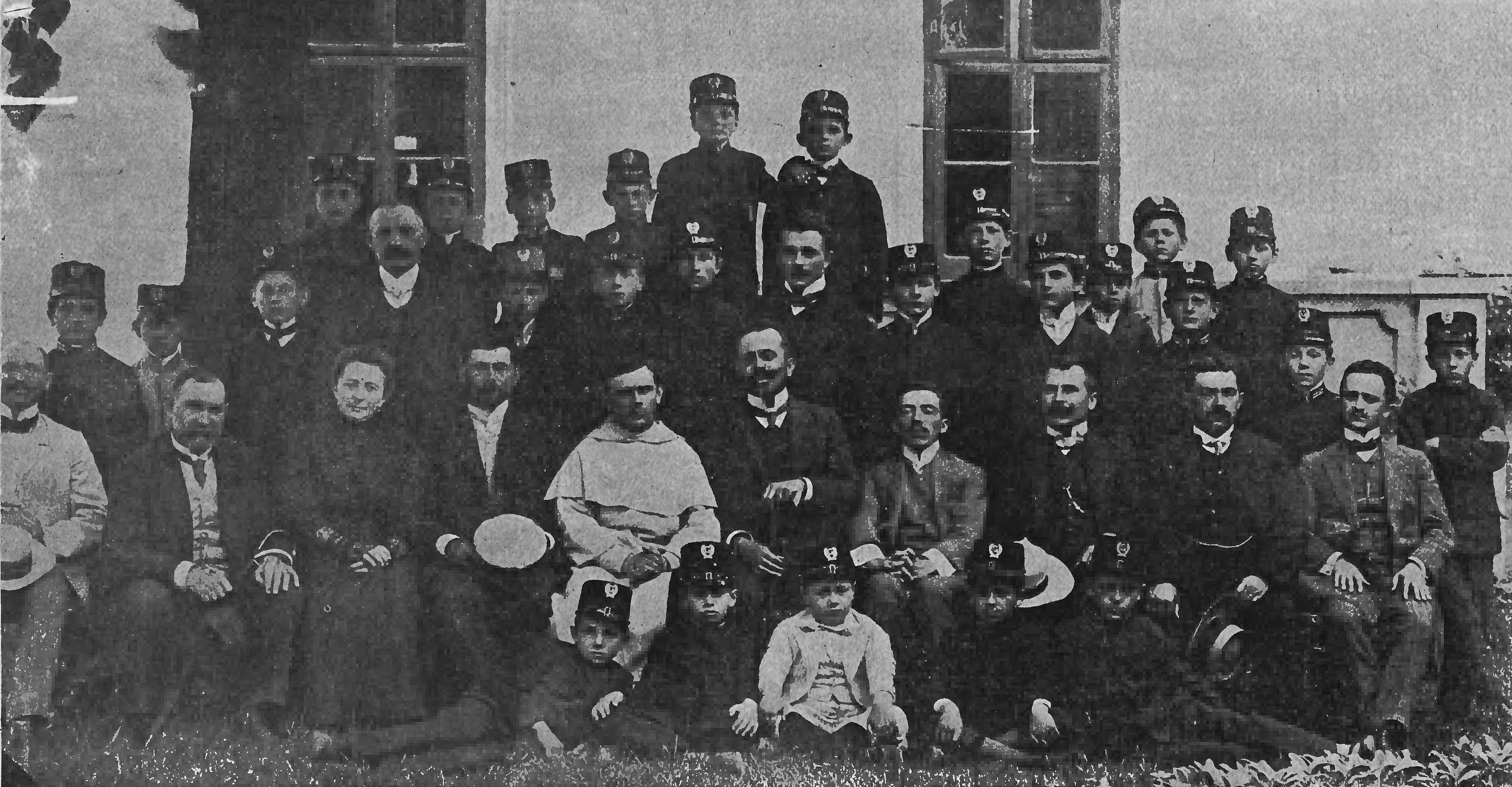
Członkowie wydziału Towarzystwa Szkoły średniej, nauczyciele, uczniowie (1909)

## Historia
Pierwotnie w okresie zaboru austriackiego w 1907 zostało założone Prywatne Gimnazjum im. Juliusza Słowackiego w Czortkowie. Założyciele było miejscowe Towarzystwo Szkół Średnich. Starania na rzecz utrzymania gimnazjum poczynił czortkowski adwokat dr Ludwik Grzybowski, prezes miejscowego Towarzystwa Szkół Średnich. 22 grudnia 1911 gimnazjum nadano prawa szkół rządowych.
Podczas I wojny światowej budynek szkolny był zajęty przez wojska rosyjskie i uległ uszkodzeniom. Później podczas wojny polsko-ukraińskiej 1918/1919 placówka była zajęta przez Ukraińców i ograbiona, a w 1920 ponownie okradziona przez bolszewików. Od listopada 1920 gimnazjum było odbudowywane przez Polaków.
Po odzyskaniu przez Polskę niepodległości władze II Rzeczypospolitej 10 marca 1920 upaństwowiły szkołę z dniem 1 grudnia 1919, która otrzymała nazwę „Państwowe Gimnazjum im. Juliusza Słowackiego w Czortkowie”. Od 1918 do 1921 gimnazjum było w typie klasycznym, a od 1921 szkoła była prowadzona w typie humanistycznym oraz matematyczno-przyrodniczym. W 1926 w gimnazjum prowadzono osiem klas w tyluż oddziałach, w których uczyło się 328 uczniów wyłącznie płci męskiej.
Zarządzeniem Ministra Wyznań Religijnych i Oświecenia Publicznego Wojciecha Świętosławskiego z 23 lutego 1937 „Państwowe Gimnazjum im. Juliusza Słowackiego w Czortkowie” zostało przekształcone w „Państwowe Liceum i Gimnazjum im. Juliusza Słowackiego w Czortkowie” (państwową szkołę średnią ogólnokształcącą, złożoną z czteroletniego gimnazjum i dwuletniego liceum), a po wejściu w życie tzw. reformy jędrzejewiczowskiej szkoła miała charakter koedukacyjny, a wydział liceum ogólnokształcącego był prowadzony w typie humanistycznym łączonym z matematyczno-fizycznym.

## Dyrektorzy
- Stanisław Basiński (urlopowany z C. K. Gimnazjum w Sanoku, 1 VIII 1909 – 1916)[8][9][10][11][2]
- Stanisław Matuszewski (9 XII 1917 – 19 VII 1933)[11][12][2][13][14]
- Tadeusz Mazurkiewicz (18 VIII 1933 – 30 VI 1934)[15][16]
- Władysław Cichocki (1 VII 1934 – )[17]

## Nauczyciele
- Lesław Chlebek[18]
- Wojciech Lachowicz
- Stanisław Nowakowski
- Józef Opacki
- Karol Stojanowski
- Józef Wiktor Wolf

## Uczniowie i absolwenci
Absolwenci
- Paweł Bagiński – polonista (1927)
- Ignacy Blum – generał (1931)

Uczniowie
- Zbigniew Bielański
- Stanisław Frankl – duchowny rzymskokatolicki
- Leopold Lewicki – artysta
- Władysław Tkaczewski – generał